# Кудрявцев Валерій Борисович
Валерій Борисович Кудрявцев (4 липня 1936 року; Єгор'євськ, Московська область, Росія — 23 грудня 2021) — російський вчений-математик, доктор фізико-математичних наук. Із 2008 року директор філії Московського державного університету в Ташкенті. Заслужений діяч науки Російської Федерації (1997).

## Біографія
Валерій Кудрявцев народився 4 липня 1936 року в містечку Єгор'євськ Московської області, в родині військовослужбовця-лікаря. Середню школу закінчив з золотою медаллю.
В 1960 році закінчив механіко-математичний факультет МДУ. З 1960 по 1963 рік навчався в аспирантурі факультету, по закінченні якої став працювати на факультеті асистентом.
В 1964 році захистив дисертацію на здобуття вченого ступеню кандидату фізико-математичних наук, тема дисертації "Питання повноти для деяких функціональних систем пов'язаних з автоматами", науковий керівник — О. Б. Лупанов.
Доктор фізико-математичних наук (1980, наукові консультанти С.В.Яблонський і О.Б.Лупанов), тема дисертації "Питання повноти для функціональних систем"
.
Викладає на механіко-математичному факультеті МДУ з 1963 року, с 1966 року — доцент, професор кафедри дискретної математики (1982—1991). З 1986 року — завідувач лабораторією проблем теоретичної кібернетики, з 1991 року — завідувач кафедри математичної теорії интеллектуальных систем.
Заступник декана механіко-математичного факультету з наукової роботи та зовнішніх зв'язків (1976-1986).
З 2008 року - директор  філії Московського державного університету в Ташкенті.

## Наукові інтереси
Фундаментальні результати в теорії автоматів, дискретних функцій, розпізнавання образів, баз даних і інтелектуальних систем, що мають широке застосування в додатках. Розвинув новий напрямок - функціональні системи автоматів.
Створив наукову школу, серед його учнів понад 20 докторів і понад 50-ти кандидатів наук.

### Навчальні посібники
- Лекції з теорії кінцевих автоматів (1976),
- Введення в теорію абстрактних автоматів (з співавт.) М. Изд-во МГУ. 1985. 187 с. (Каталог РНБ [Архівовано 30 червня 2016 у Wayback Machine.]).

## Нагороди та звання
Заслужений професор Московського університету (2004).
Заслужений діяч науки РФ (1997).
Почесний доктор Белградського Університету (Югославія, 1996)